# Raimundo Infante
Raimundo Infante (Santiago del Cile, 2 febbraio 1928 – 7 settembre 1986) è stato un calciatore cileno, di ruolo attaccante.

## Carriera
Prese parte con la Nazionale cilena al Campionato Sudamericano nel 1947 e del 1949 e ai Mondiali del 1950.